# Herwig Krenn
Herwig Krenn (* 11. Juni 1940 in Linz; † 27. Juni 2011 in Oberkappel) war ein deutscher Romanist.

## Leben
Er wuchs im oberösterreichischen Oberkappel auf und maturierte 1959 am Stiftsgymnasium Schlierbach. Sein Bruder war Bischof Kurt Krenn. Er studierte Romanistik und Klassische Philologie an den Universitäten Universität Wien, Rom und Universität Frankfurt am Main und wurde 1966 von Wolfgang Pollak promoviert. Nach Studienaufenthalten in Rom, Coimbra, Lissabon und Bukarest, als Wissenschaftlicher Assistent und als Habilitationsstipendiat der Deutschen Forschungsgemeinschaft, habilitierte er sich 1971 bei Udo L. Figge an der Universität Bochum und wurde dort Wissenschaftlicher Rat und Professor. Von 1973 bis 2005 war er in Bochum  C3-Professor für romanische Philologie und Linguistik.

## Schriften (Auswahl)
- Die sprachwissenschaftliche Frage der Semantik und Funktion, erörtert an den Gegebenheiten der consecutio temporum im Italienischen. Frankfurt a. M. 1966. (Dissertation)
- (mit Klaus Müllner) Bibliographie zur Transformationsgrammatik. Heidelberg 1968, OCLC 901678926.
- Die transformationelle Derivation als Modellfunktion zur Erklärung syntaktischer Strukturen. Zur Stellung des attributiven Adjektivs im Italienischen. Frankfurt a. M. 1970.
- Die grammatische Transformation. Aufbau und Organisation. Regelordnung und Zyklus. München 1974, ISBN 3-7705-0649-9.
- (mit Maria Adélia Soares de Carvalho Mendes) Modernes Portugiesisch. Grammatik und Lehrbuch. Tübingen 1987.
- Französische Syntax. Berlin 1995.
- Italienische Grammatik. Ismaning 1996.
- (mit Wilfried Zeuch) 2000x Minuten-Training Italienisch-Grammatik. Die neuen Schnell-Lern-Übungen für zwischendurch. München 2000, ISBN 3-8174-7134-3.
- (mit Wilfried Zeuch) Grosses Handbuch Spanische Grammatik. München 2003.
- (mit Wilfried Zeuch) Spanische Grammatik. Wortarten, Wortformen und Satzbau. München 2007.

- (mit Wilfried Zeuch) Die Grammatik. Spanisch. München 2015, ISBN 978-3-8174-9784-3.